# Championnat d'Arabie saoudite de football 1977-1978
Navigation
Saison précédente Saison suivante
La saison 1977-1978 du Championnat d'Arabie saoudite de football est la deuxième édition du championnat de première division en Arabie saoudite. La Premier League regroupe les dix meilleurs clubs du pays au sein d'une poule unique où ils s'affrontent deux fois au cours de la saison, à domicile et à l'extérieur. À la fin de la compétition, les deux derniers du classement sont relégués et remplacés par les deux meilleurs clubs de deuxième division.
C'est le club d'Al Ahli qui remporte le championnat en terminant en tête du classement final, avec un seul point d'avance sur Al Nasr Riyad et huit sur l'un des clubs promus, Ettifaq FC. C'est le premier titre de champion d'Arabie saoudite de l'histoire du club.

## Les clubs participants
| - Al Nasr Riyad - Al-Hilal FC - Al Ahli - Al Ittihad - Al Wehda | - Al Qadisiya Al Khubar - Al Shabab Riyad - Ohud Médine - Promu de D2 - Ettifaq FC - Promu de D2 - Al-Nahda - Promu de D2 |

## Compétition

### Classement
Seul le total de points des équipes est connu. Le barème utilisé pour établir le classement est le suivant :
- Victoire : 2 points
- Match nul : 1 point
- Défaite : 0 point

| Rang | Équipe                | Pts | J  | G | N | P | Bp | Bc | Diff |
| ---- | --------------------- | --- | -- | - | - | - | -- | -- | ---- |
| 1    | Al Ahli               | 29  | 18 |   |   |   |    |    |      |
| 2    | Al Nasr Riyad         | 28  | 18 |   |   |   |    |    |      |
| 3    | Ettifaq FC P          | 21  | 18 |   |   |   |    |    |      |
| 4    | Al Ittihad            | 19  | 18 |   |   |   |    |    |      |
| 5    | Al Qadisiya Al Khubar | 18  | 18 |   |   |   |    |    |      |
| 6    | Al-Hilal FC T         | 17  | 18 |   |   |   |    |    |      |
| 7    | Al-Nahda P            | 17  | 18 |   |   |   |    |    |      |
| 8    | Al Wehda              | 16  | 18 |   |   |   |    |    |      |
| 9    | Al Shabab Riyad       | 8   | 18 |   |   |   |    |    |      |
| 10   | Ohud Médine P         | 7   | 18 |   |   |   |    |    |      |

|  | Champion d'Arabie saoudite 1977-1978               |
|  | Relégation directe en deuxième division            |
|  | T : Tenant du titre P : Promu de deuxième division |

## Bilan de la saison
| Championnat d'Arabie saoudite de football 1977-1978                        |                     |
| Champion                                                                   | Al Ahli (1er titre) |
| Coupes et trophées                                                         |                     |
| Vainqueur de la Coupe d'Arabie saoudite 1977-1978                          | Non disputée        |
| Promotions et relégations                                                  |                     |
| Promus en Premier League                                                   | Al Riyad SC         |
| Promus en Premier League                                                   | Al Ta'ee Ha'il      |
| Relégués en Championnat d'Arabie saoudite de football de deuxième division | Al Shabab Riyad     |
| Relégués en Championnat d'Arabie saoudite de football de deuxième division | Ohud Médine         |